# Complexo Lemos de Brito
O Complexo Lemos de Brito, também conhecido como Complexo Lemos Brito, é um conjunto de favelas localizado na Zona Norte do Rio de Janeiro, entre os bairros de Água Santa, Piedade e Quintino.
Fazem parte deste complexo as comunidades da Saçu, do Dezoito, e do Lemos de Brito.Saçu e Lemos Brito têm estes nomes por se situarem-se ao sul das ruas de mesmo nome.
Durante todo o ano de 2007, ambas as comunidades foram alvo de operações da polícia fluminense, em busca de ladrões de carro que têm se escondido por lá . No início de 2008, passou a ser ocupada pela milícia, porém, em 2010, a facção Amigos dos Amigos (ADA) acabou tomando o Complexo, que era controlado pela Milícia, e desde então ainda é controlado pelo tráfico.